# Управление организации производства
Управление организации производства — структурное подразделение Волжского автозавода (с 1994 года — Дирекция информационных систем ОАО «АВТОВАЗ»), функцией которого является управление производством предприятия на основе информационных технологий и АСУ.
В состав управления входили средства вычислительной техники, терминальные устройства, телефонная станция, линии связи и типография. В 2010 году типография была выделена в отдельное предприятие — ООО «Двор печатный АвтоВАЗ».

## История
В 1966 году в штатном расписании строящегося Волжского автозавода был утвержден Отдел организации производства (ООП), возглавил который Виктор Александрович Миронов.
В 1968 году в здании заводоуправления на ул. Белорусской, 16 — был организован первый вычислительный центр (ВЦ) ВАЗа, где были установлены ЭВМ «Минск-22». Первым начальником ВЦ стал Юрий Петрович Крат.
В 1969 году на базе ЭВМ GE-115, закупленной заводом и установленной в Турине (Италия), был организован «Центр-Пилот», где работали специалисты ООП над созданием исполнительного проекта «АСУ-ВАЗ».
В 1970 году на территории кузнечного пироизводства ВАЗа был создан временный вычислительный центр на базе ЭВМ GE-115 и GE-425.

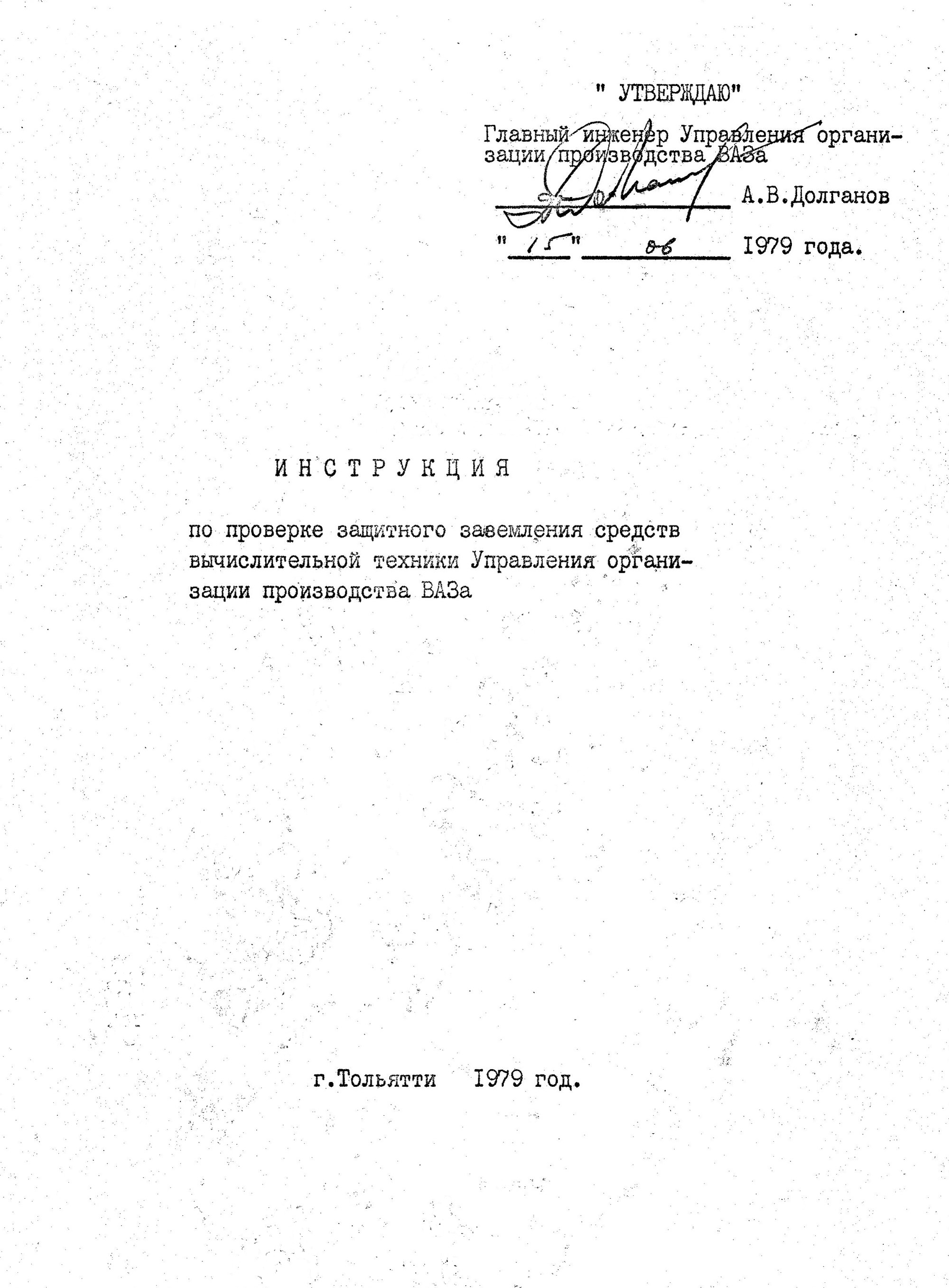
Подпись гл. инженера А.В. Долганова на документе УОП ВАЗа

В 1971 году отдел был преобразован в Управление организации производства (УОП).
В 1972 году был принят в эксплуатацию электронно-вычислительный центр (ЭВЦ) ВАЗа. К 1974 году основными ЭВМ вычислительного центра были GE-115, GE-130, GE-425 компаний Honeywell Bull и General Electric. В этом же году на завод поступили первые отечественные ЭВМ «ЕС-1020».
В июне 1976 года был создан первый локальный вычислительный центр (ЛВЦ) на территории корпуса вспомогательных цехов. К концу 1977 года таких ЛВЦ на ВАЗе было уже пять.
13 мая 1977 года государственная комиссия под руководством заместителя Госплана СССР М. Е. Раковского подписала акт о приёме в эксплуатацию автоматизированной системы управления Волжским автомобильным заводом — «АСУ-ВАЗ» в составе 15 подсистем.
В 1978 году были запущены в эксплуатацию новые отечественные ЭВМ «ЕС-1033» и началась установка мини-ЭВМ серии СМ ЭВМ. В 1982 году на заводе были установлены ЭВМ «ЕС-1055».
В 1992 году Сберегательным банком России и Волжским автомобильным заводом (силами специалистов УОП) был реализован первый зарплатный проект в России. В январе этого же года был запущен в работу первый на заводе и в городе Тольятти узел сети «Релком» с доменом vaz.togliatti.su.
В 1994 году управление было преобразовано в Дирекцию информационных систем (ДИС). 
В 1995 году заводская АТС была переведена на цифровую технологию — установлена телефонная станция Meridian фирмы Northern Telecom на 15000 номеров, а в 1996 году «АВТОВАЗ» получил лицензию № 5247 Минкомсвязи на оказание услуг местной телефонной связи. В 1997 году возле ЭВЦ была установлена спутниковая антенна с целью организации связи с компанией «Комстар» (Москва) для передачи голоса и данных. Позже по этому каналу был организован канал для доступа в Интернет.
На январь 2005 года корпоративная сеть ОАО «АВТОВАЗ» содержала 10 тысяч рабочих мест, более 150 серверов, 800 телекоммуникационных узлов и 400 километров оптоволоконных линий.
В декабре 2012 года состоялось празднование 45-летия УОП-ДИС, где была представлена книга А. Е. Степанова «Дело. Люди. Метаморфозы», посвященная истории этого подразделения ОАО «АВТОВАЗ». В декабре 2017 года торжественно отмечалось 50-летие УОП-ДИС.

## Руководители
- 1967−1976 — Миронов, Виктор Александрович
- 1976−1986 — Перевалов, Юрий Николаевич
- 1976−2004 — Тихонов, Владимир Иванович[3]
- 2004−2012 — Катьянов, Юрий Витальевич
- 2012−2013 — Реут, Александр Игоревич
- 2013−н. в. — Филатов, Станислав Борисович

## Интересные факты
- «АВТОВАЗ» стал первым предприятием в СССР, на котором в ноябре 1982 года с помощью логической бомбы в компьютерной программе (автор — Мурат Уртембаев, программист УОП), был остановлен сборочный конвейер.[4]
- В 1988 году УОП «АВТОВАЗ» были разработаны и запущены в производство персональные ЭВМ «Альфа-1М», которые с помощью специалистов управления были установлены в школах Автозаводского района Тольятти.